# Corydalis gyrophylla
Corydalis gyrophylla är en vallmoväxtart som beskrevs av Lidén. Corydalis gyrophylla ingår i släktet nunneörter, och familjen vallmoväxter. Inga underarter finns listade i Catalogue of Life.